# بيير دوبوك
بيير دوبوك هو صحفي كندي، ولد في 25 مايو 1947 في مونتريال في كندا.